# Patilé
Le patilé aussi appelé patilès, patile, patalia ou patella, est un type de grande barge de transport à voile et à perche, très utilisé sur le Gange, en Inde du XIXe jusqu'au XXe siècle.

## Caractéristiques
Sa longueur varie de 12 à 20 mètres,. La coque non ponté présente un bordage à clin (au moins au XXe siècle) assemblé à l'aide de crampes ou de clous. Les barrots (pièce de charpente transversale) dépassent de la muraille (bordure du bateau) pour soutenir des planches permettant à l'équipage de se mouvoir, ou de pousser le bateau à la perche,. Le gréement est constitué d'un mât en bambou avec de nombreux haubans et porte toujours une voile carrée de taille variable.
Ce type de bateau est équipé de grandes cabanes en bambou ou en jonc, recouvertes de feuilles de latanier qui servent d'abri pour la marchandise transportée, surmontée d'une plateforme longitudinale en treillis accueillant l'équipage.

## Typologies
Il existe deux types d'embarcations liées au type d'assemblage :
- Un type à bordage à clins cloués et à fond plat[1] avec une poupe en forme de truelle  Ce type possède un grand gouvernail en proue[1] (à l'avant).
- Un type à bordage à clins crampés et à fond arrondi, avec une poupe et une proue en pointe[1]. Ce type possède un gouvernail triangulaire en poupe (à l'arrière)[1], parfois désaxé[4], maintenu par des cordages sur les côtés[1].